# Pseudolimnophila telephallus
Pseudolimnophila telephallus là một loài ruồi trong họ Limoniidae. Chúng phân bố ở miền Cổ bắc.